# Розроблення морських родовищ нафти і газу

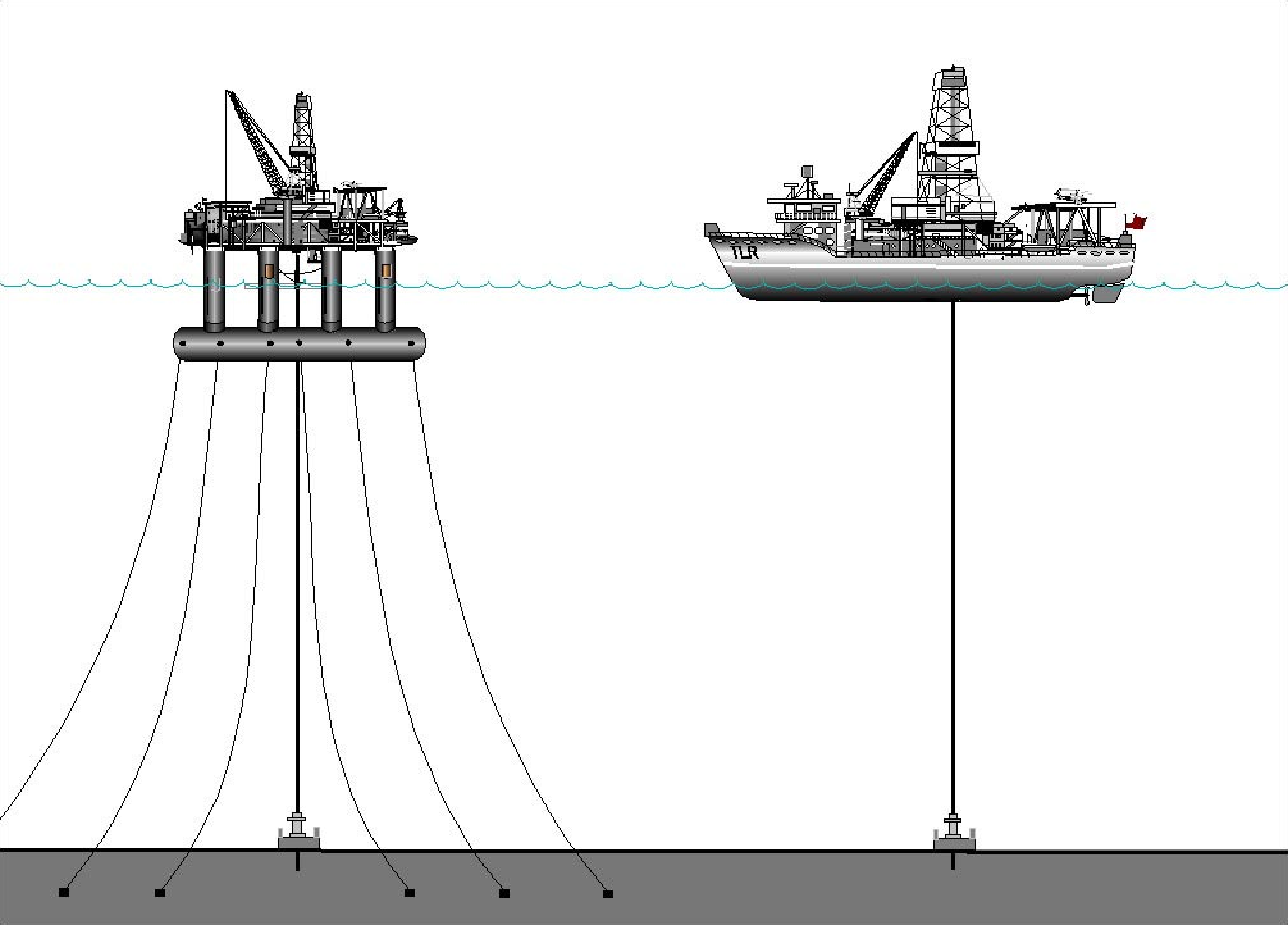
Морське буріння — одно і багатосвердловинне (кущ свердловин)

Розроблення морських родовищ нафти і газу (рос. разработка морских месторождений нефти и газа, англ. off-shore mining,  sea mining of petroleum and gas; нім. Abbau m der maritimen Erdöl- und Erdgaslagerstätten) — система організаційно-технічних заходів, що забезпечують раціональне вилучення рідких і газоподібних вуглеводнів з родовищ, розташованих під дном морів і океанів. Ці заходи пов'язані з виконанням пошуково-розвідувальних робіт, бурінням свердловин, будівництвом надводних і підводних споруд для видобутку, збору і транспортування нафти і газу споживачам. Роботами на нафту і газ охоплені величезні акваторії Світового ок., в осадовій товщі дна якого відкрито бл. 1000 родовищ. Осн. запаси нафти і газу припадають на континентальний шельф, в ряді р-нів Світового ок. вважаються нафтогазоносними також континентальний схил і ложе океану. Родов. нафти і газу виявлені на шельфах 60 країн. Понад 500 покладів розробляється на узбережжі США, бл. 100 — в Північному м., понад 40 — в Перській затоці. Нафта виявлена і добувається на шельфах Північної і Південної Америки, Європи, Сх. Азії, Африки, Австралії, Нової Зеландії і ряду ін. акваторій. В Україні морське розроблення родовищ нафти та газу передбачається в Причорноморській нафтогазоносній провінції.

## Вплив природних факторів на освоєння морських нафтогазових родовищ
Освоєння нафтових і газових родовищ на морі значно відрізняється від їх розвідки і розробки на суші. Велика складність і специфічні особливості на морі обумовлені навколишнім середовищем, інженерно-геологічними пошуками, унікальністю технічних засобів і їх великою вартістю, технологією і організацією будівництва і експлуатації об'єктів на морі, обслуговуванням робіт, а також медико-біологічними проблемами, які викликані необхідністю робіт під водою.
Навколишнє середовище характеризується гідрометеорологічними факторами, які визначають умови проведення робіт в морі, можливості будівництва і експлуатації нафтопромислових об'єктів і технічних засобів. Основні з них льодові умови, температурні умови, вітер, хвилювання, течії, рівень води і її хімічний склад і інші.
Врахування цих факторів дає можливість оцінити рентабельність освоєння морських родовищ нафти і газу. Будівництво нафтопромислових споруд вимагає проведення інженерно-геологічних пошуків морського дна. Достовірність і повнота даних в значній мірі визначають безпеку експлуатації споруди і економічність проекту.
Найбільші проблеми в морських акваторіях Арктики пов'язані з льодом і глибинами моря. Залежно від напряму і сили вітру, глибини моря і морських течій, рельєфу місцевості і властивостей льоду обстановка постійно змінюється і її трудно прогнозувати. Із збільшенням глибини моря різко зростає вартість розробки родовища.
Розвідка і розробка морських нафтових і газових родовищ — складні в технічному відношенні операції, дуже дорогі і пов'язані з значним риском. Вони проводяться в два етапи. На першому проводять геологорозвідувальні роботи в міжльодовий період. На другому етапі, при розробці родовищ (видобуток, підготовка і транспортування нафти і газу, внаслідок безперервного виробничого циклу, при якому процес повинен проводитись цілий рік, у тому числі зимою, коли море покрите льодом), вимагає унікальної і надійної техніки, технічні і технологічні параметри, які обумовлені вимогами високої надійності і довговічності, забезпечується безпека робіт в кожному конкретному районі.
На різних етапах проектування розробки нафтових і газових родовищ необхідні різні об'єми гідрометеорологічної інформації такої як: — максимальна висота хвилі і відповідний їм період; — максимальне значення швидкості вітру і течії; — екстремальні зміни рівня води з врахуванням припливів і штормових нагонів; — льодові умови; — режимне розподілення висот, періодів і параметрів хвилі, швидкості та напрямку вітрів і течій; — хід швидкості вітру і параметри хвиль в типових та найбільш жорстких штормах.

## Динаміка світового морського видобутку нафти і газу

Світовий видобуток нафти й газу на морі у 1960—2005 рр.

Початок помітного промислового зростання морського видобутку нафти і газу відноситься до 1960-х рр. Ще більше прискорення цей процес отримав у другій половині 1970-х рр. у наслідок світової нафтової кризи. Про це свідчить кількість країн, які видобувають нафту і природний газ в межах континентального шельфу. У 1970 р. таких країн було всього близько 20, а на початку 1990-х рр. — вже більше 50. Зростання світового морського видобутку нафти наведено в табл. Незважаючи на значну кількість видобувних країн у 2016 р. лише п'ять з них забезпечували 43 % усього морського нафтовидобутку: США, Норвегія, Мексика, Бразилія та Саудівська Аравія. Примітно, що за останнє десятиріччя видобуток тримається на майже одному рівні — близько 27 млн барелів на добу.
Морський видобуток нафти і газу став яскравим прикладом політики розширення ресурсних рубежів і став можливим завдяки цілому ряду технічних інновацій, в першу чергу — застосування бурових платформ.
З таких платформ в світі ще до кінця 1990-х рр. були пробурені понад 40 тис. морських свердловин, причому глибина буріння і глибина морів увесь час збільшувалася. Ще на початку 1980-х рр. 85 % морської нафти отримували при глибинах від поверхні моря до 100 м, а буріння на глибинах понад 200 м мало промислово-експериментальний характер. В середині 1990-х рр. видобуток нафти на морських глибинах від 200 до 400 м перестав бути рідкістю, а максимальна глибина зросла з 300 м в 1984 р. до 1000 м в 1994 р. і 1800 м в 1998 р. По мірі збільшення глибини морського дна морські нафтові промисли стали все більше віддалятися від берегової лінії суші. Спочатку таке віддалення зазвичай не перевищувало 10-15 км, потім — 50-100 км, тепер же в окремих випадках воно досягає 400—500 км. Фактично це означає, що в багатьох випадках воно вже вийшло за межі континентального шельфу.
При розгляді динаміки світового морського видобутку нафти звертає на себе увагу той факт, що останнім часом темпи його приросту явно сповільнилися. Справа в тому, що після подолання енергетичної кризи і вступу світової енергетики в нову досить тривалу стадію дешевої нафти, продовжувати розробку багатьох шельфових родовищ, особливо в високих широтах, стало нерентабельно через більш високу, ніж на суші, собівартість видобутку.
В цілому буріння свердловин в морських акваторіях обходиться значно дорожче, ніж на суші, причому вартість його прогресивно зростає в міру збільшення глибини. Витрати на буріння навіть при глибині моря в 20-30 м приблизно вдвічі перевищують аналогічні витрати на суші. Вартість буріння на глибині 50 м зростає в три-чотири рази, на глибині 200 м — в шість разів. Однак величина витрат на буріння залежить не тільки від глибини моря, але і від інших природних факторів. Значною мірою на ці показники впливає вартість морських платформ, яка сягає від $100 до $ 500 млн, а для платформ-рекордсменів — значно більше (приміром, морська бурова платформа «Беркут» для нафтогазового проекту «Сахалін-1», збудована корейською компанією Daewoo, обійшлася в $12 млрд.).
В умовах Арктики витрати на видобуток перевищують відповідні показники для району субтропіків або тропіків в 15-16 разів. Розрахунки показують, що навіть при ціні 130 дол. за 1 т нафти видобуток її на північ від 60-ї паралелі стає нерентабельним. Це стосується також природного газу. Російська платформа «Прирозломна» на арктичному шельфі (Тимано-Печорська нафтогазова провінція) підтверджує ці укрупнені економічні оцінки. Ось чому останнім часом були переглянуті в бік зниження колишні прогнози зростання світового морського видобутку нафти (згідно з деякими з них, вже в 2005 р. морська нафта повинна була забезпечувати не менше 35-40 % усього видобутку). Те саме можна сказати і щодо природного газу, морський видобуток якого в 2000 р. склав 760 млрд м3 (31 %).
Ще в 1970 р. приблизно 2/3 морського видобутку давали Північна і Південна Америка і 1/3 — Південно-Західна Азія. До 1980 р. частка Америки зменшилася, а частка Азії, Африки та Європи зросла. У Європейському Союзі морські родовища забезпечують 9/10 усього видобутку нафти і газу.
В Азії основним районом морського видобутку нафти і газу залишається Перська затока (Саудівська Аравія, Іран, ОАЕ, Кувейт, Катар). У 1990-ті рр. помітно виріс видобуток на континентальному шельфі морів Південно-Східної Азії — в Малайзії, Індонезії, Брунеї, Таїланді, В'єтнамі. Пошуково-розвідувальні роботи ведуть також на узбережжі деяких інших країн, зокрема, Китаю. З країн Південної Азії значний видобуток на глибоководному шельфі досягнуто Індією. В Африці число країн, що добувають нафту і газ в межах континентального шельфу постійно збільшується. Сьогодні це Нігерія, Ангола, Єгипет, Камерун, Конго, Габон.
У Північній Америці головний продуцент морської нафти і газу — США, де 15 % загального видобутку нафти і 25 % видобутку природного газу припадає на морські промисли. В експлуатацію залучено понад сто шельфових покладів, більшість з яких знаходиться в акваторії Мексиканської затоки, а інші — узбережжя Атлантичного і Тихоокеанського океанів та в околиці Аляски. Наприкінці XX ст. видобуток морської нафти в прилеглих до Ньюфаундленду районах Атлантики розпочала і Канада.
У Латинській Америці Венесуела почала видобувати морську нафту однією з перших (в лагуні Маракайбо), та й нині ці гігантські промисли забезпечують в країні приблизно 4/5 її загального видобутку. Проте наприкінці 1990-х рр. Венесуелу перегнала Мексика, яка освоїла великий нафтогазоносний басейн в акваторії затоки Кампече Карибського моря. Нафту на морі видобувають також Бразилія та Тринідад і Тобаго. При цьому Бразилія — один з лідерів глибоководного буріння, ще наприкінці 1980-х рр. пробурила експлуатаційні свердловини в Атлантиці на водних глибинах понад 400 м. Основне пошуково-розвідувальне буріння на нафту і газ ведеться також поблизу берегів Аргентини, Чилі, Перу.
В Австралії добувати нафту і газ на континентальному шельфі почали ще в 1960-х рр. — у Бассовій протоці на півдні країни (протока між Австралією і Тасманією). Освоєно шельфові родовища поблизу західного узбережжя країни і на півночі, в Тиморському морі та поблизу берегів Папуа — Нової Гвінеї.
У 2016 р. морський видобуток нафти в Росії склав 19,4 млн т (3,8 % від загального видобутку). Морські нафтові проекти РФ пов'язані з промисловим освоєнням головним чином морських акваторій Охотського, Баренцового, Карського та Каспійського (північна частина) морів. Очікується, що тільки на шельфі Сахаліну в перспективі видобуток нафти може сягати до 20-30 млн т, а газу — до 15-20 млрд м3 на рік (міжнародні проекти «Сахалін-1» і «Сахалін-2» забезпечували 75 % усього морського видобутку РФ). Крім того, перспективною є шельфова зона інших далекосхідних морів. Програмою освоєння нафтогазових ресурсів арктичного шельфу Росії планувалося ввести в експлуатацію 11 морських нафтових і газових родовищ з виходом на річний рівень видобутку 20 млн т нафти і не менше 50 млрд м3 газу. Міжнародний проект освоєння гігантського Штокманівського газоконденсатного родовища в Баренцовому морі, як і інші міжнародні проекти освоєння морських родовищ були згорнені з економічних і політичних причин.
Подальші перспективи морського видобування нафти та газу пов'язані з розробкою родовищ на значних океанічних глибинах, що передбачає освоєння надр поза зоною шельфу. Окремий напрямок пов'язаний з розробкою багатих і майже недоторканих родовищ Арктики. Географічний розподіл запасів вуглеводнів в Арктиці виглядає наступним чином: 41 % родовищ належить Росії, 28 % — США, 9 % — Канаді та 4 % — Данії. На сьогодні практичні дії на арктичному континентальному шельфі ведуть лише США, видобуваючи нафту в Морі Бофорта шляхом буріння горизонтальних свердловин з берега або вертикального буріння зі штучних островів. Морські платформи зараз в Морі Бофорта не використовуються. Найбільшу кількість ділянок орендує компанія «Shell». Поодинокі проекти готують Норвегія та Росія. За оцінками експертів, до 2030 р. на арктичному шельфі будуть проводитися головним чином геологорозвідувальні роботи та підготовка родовищ для подальшого швидкого освоєння.
В умовах Арктики витрати на видобуток перевищують відповідні показники для району субтропіків або тропіків в 15–16 разів. Розрахунки показують, що навіть при ціні 130 дол. за 1 т нафти видобуток її на північ від 60-ї паралелі стає нерентабельним. Це стосується також природного газу. Російська платформа «Прирозломна» на арктичному шельфі (Тимано-Печорська нафтогазова провінція) підтверджує такі економічні оцінки. Ось чому останнім часом були переглянуті в бік зниження колишні прогнози зростання світового морського видобутку нафти (згідно з деякими з них, вже в 2005 р. морська нафта повинна була забезпечувати не менше 35–40 % усього видобутку). Те саме стосується і природного газу, морський видобуток якого в 2000 р. склав 760 млрд м3 (31 %).